# Geneviève de Brunelle

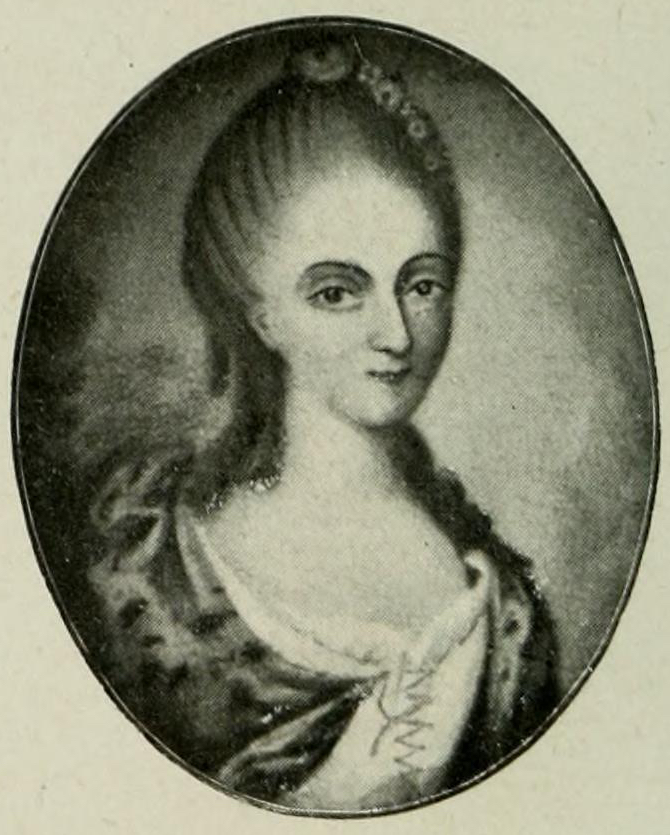
Geneviève de Brunelle

Geneviève de Brunelle, markisinna de Combray, född 1742, död 1823, var en fransk rojalist och kontrarevolutionär. 
Hon var vid sidan av D'Ache en av ledarna för rojalisterna inom Chouannerie i Normandie mot både republikanerna under franska revolutionen och Napoleon I under första kejsardömet. 
Hon dömdes 1808 till skampålen och 25 års fängelse. Vid skampålen i Rouen skyddades hon av en ring kvinnliga medlemmar av adeln. Straffet avbröts vid Napoleons fall 1814, då hon presenterades för den återinsatta kungafamiljen. 
Hon är förebilden för Madame de La Chanterie i dans L'Envers de l'histoire contemporaine av Honoré de Balzac.